# 呂佛庭
呂佛庭（1911年11月29日—2005年7月24日），生於河南省泌陽縣，原名呂天賜，字福亭、佛庭，號半僧、迂翁，法名菩賢。台灣著名水墨畫家、書法家，尤以山水畫作知名。1948年移居臺灣，長期任職於臺中師範（今國立臺中教育大學）。作品有〈長城萬里圖〉、〈長江萬里圖〉、〈橫貫公路〉、〈黃河萬里圖〉等。由於對繪畫藝術教育的貢獻，在1988年獲得國家文藝獎特別貢獻獎。之後獲得1993年度行政院文化獎。

## 生平

### 中國大陸時期
呂佛庭自幼跟隨父親學習書法和詩詞，也藉透過臨摹《芥子園畫譜》學習基礎水墨畫，後來更進一步聘請花鳥畫家呂世勳至家中指導。1925年呂氏就讀基督教中學，期間學習了基本的西畫，1927年就讀泌陽縣立農村師範學校，並向畫家焦峻峰學習人物和仕女畫:13-18。1929年於農村師範學校畢業後，1931年考入北平藝術專科學校，受教齊白石、秦仲文、王雪濤等，1934年北平藝專畢業:157。1935年展開為期兩年的遊歷，飽覽了河南、南京、蘇州、上海等山水名勝。1939年曾短暫出任河南省政府民政廳秘書，因不習慣官場生活以及中日戰事逼近而辭職，也開始了避難兼遊歷的行程，沿途寫生，並於1945年在開封、武漢、西安等地舉辦畫展。:27-38

### 臺灣時期
呂佛庭於1948年渡海來臺，8月應聘於臺東師範大學（今國立臺東大學）任教，同時遊覽花東景色，取景寫生，隔年（1949年）辭去教職，於新竹獅頭山元光寺出家未果，同年8月至臺中師範（今國立臺中教育大學）任教至1973年退休。:44-47期間先後至臺灣師範大學、臺灣藝術專科學校（今國立臺灣藝術大學）、中國文化大學等任教。1954年籌組「中部美術協會」，舉辦中部美展；1962年與馬壽華、姚夢谷、傅狷夫等籌組「中國畫學會」:61；1976年創立「國風書畫會」，畢生推動藝術教育，不遺餘力。:11
呂佛庭的畫作以山水畫為大宗，他於1960年代分別完成了三卷百尺長卷作品：〈長城萬里圖〉（1963年）、〈長江萬里圖〉（1965年）、〈橫貫公路〉（1969年），也在1985年完成第四幅山水長卷〈黃河萬里圖〉。:66-89除了山水畫之外，在1970年初期，呂氏開始以水份打溼畫面，接著以濃墨或色彩點染，並讓墨色和色彩恣意的暈染、流動、積漬，形成帶有朦朧、空靈飄渺氛圍的「禪意畫」。:20發展「禪意畫」的同時，呂佛庭也開始利用甲骨、金文、磚瓦文、鏡銘等象形文字，取其造型和文字的象徵性創作出「文字畫」，為書畫界的創新實驗。:105-108:9
除書畫外，呂氏潛心於詩文、操琴、禪學，並深入研究書畫史與繪畫理論。著有《中國書畫源流》、《中國畫史評傳》、《中國繪畫思想》、《文字畫研究》、《江山萬里樓詩集》等十多種著作。

## 外部連結
- 國立歷史博物館，翰墨寫畫：半僧的文字畫世界 （页面存档备份，存于）
- 文化總會，【島嶼傳燈人】呂佛庭 （页面存档备份，存于）
- 臺中市美術家資料館 （页面存档备份，存于）